# Vilcey-sur-Trey
Vilcey-sur-Trey település Franciaországban, Meurthe-et-Moselle megyében. Lakosainak száma 147 fő (2022. január 1.). Vilcey-sur-Trey Fey-en-Haye, Norroy-lès-Pont-à-Mousson, Prény, Thiaucourt-Regniéville, Vandières, Viéville-en-Haye és Villers-sous-Prény községekkel határos.

## Népesség
A település népessége az elmúlt években az alábbi módon változott:
| Lakosok száma | 182  | 166  | 153  | 166  | 151  | 161  | 163  | 154  | 150  | 147  |
|               | 1968 | 1982 | 1990 | 2006 | 2013 | 2015 | 2017 | 2019 | 2020 | 2022 |